# 鹽行禹帝宮

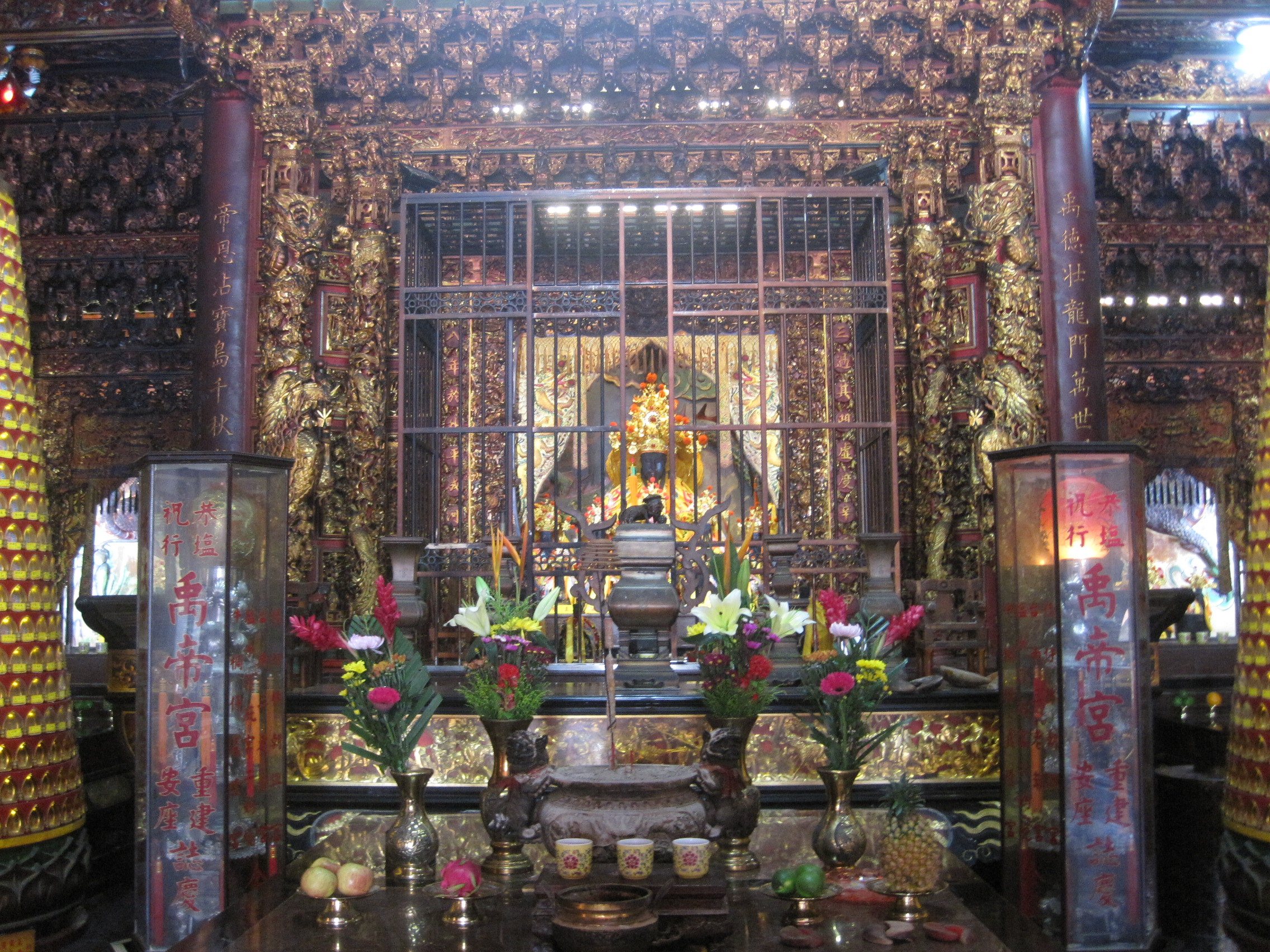
鹽行禹帝宮正殿

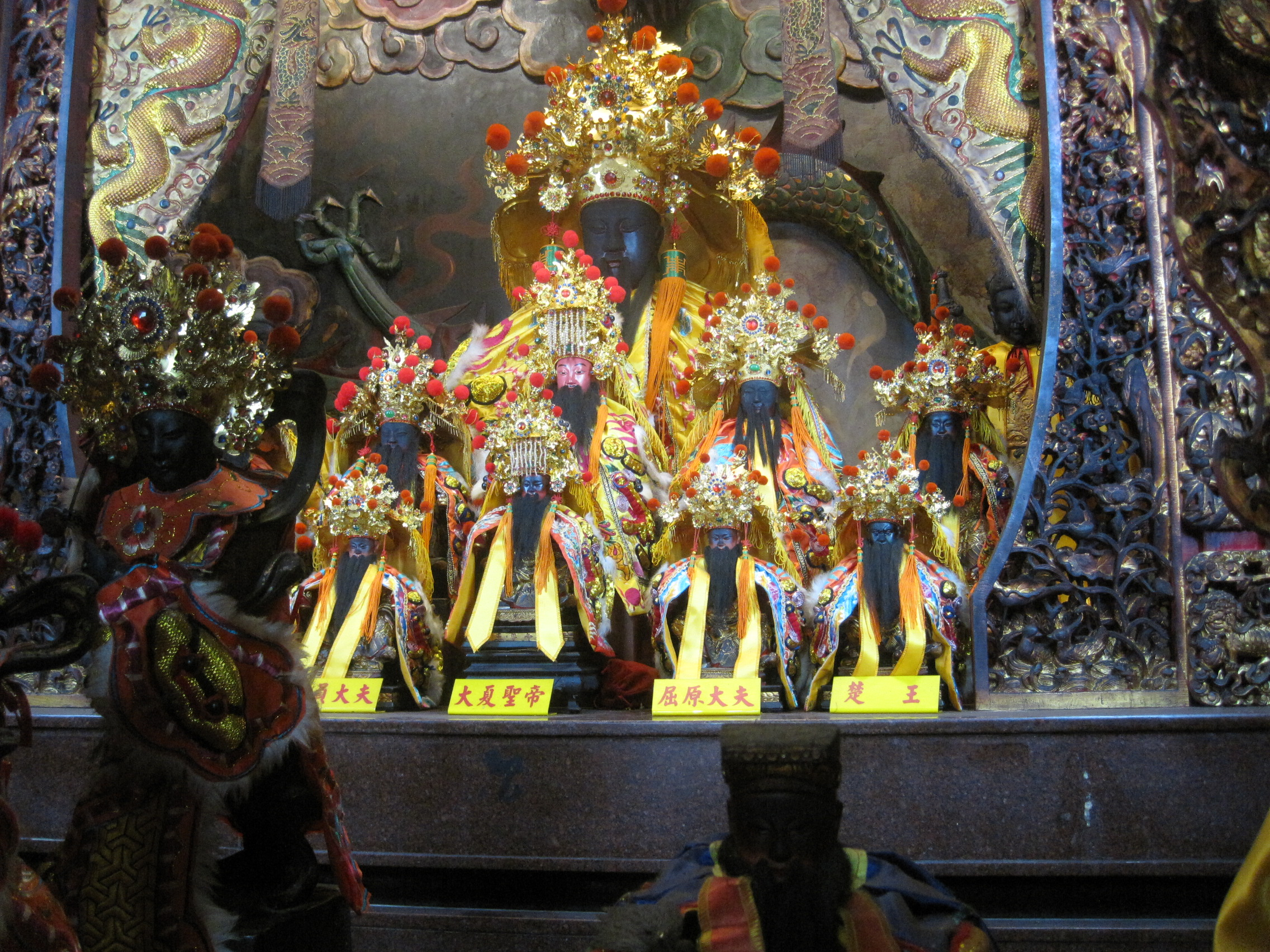
鹽行禹帝宮主神神像

23°02′31″N 120°14′10″E / 23.041841°N 120.236004°E
鹽行禹帝宮位於臺灣臺南市永康區鹽行，是主祀大夏聖帝（大禹）的廟宇，舊稱禹帝廟。該廟的大禹信仰可追溯到清初時的第一代洲南場鹽田，臺灣府知府蔣元樞於清乾隆四十二年（1777年）重建。學者戴文鋒認為，該廟在端午節所舉行的祭典活動，可說是鹽行各廟中最具地方特色的活動。

## 沿革

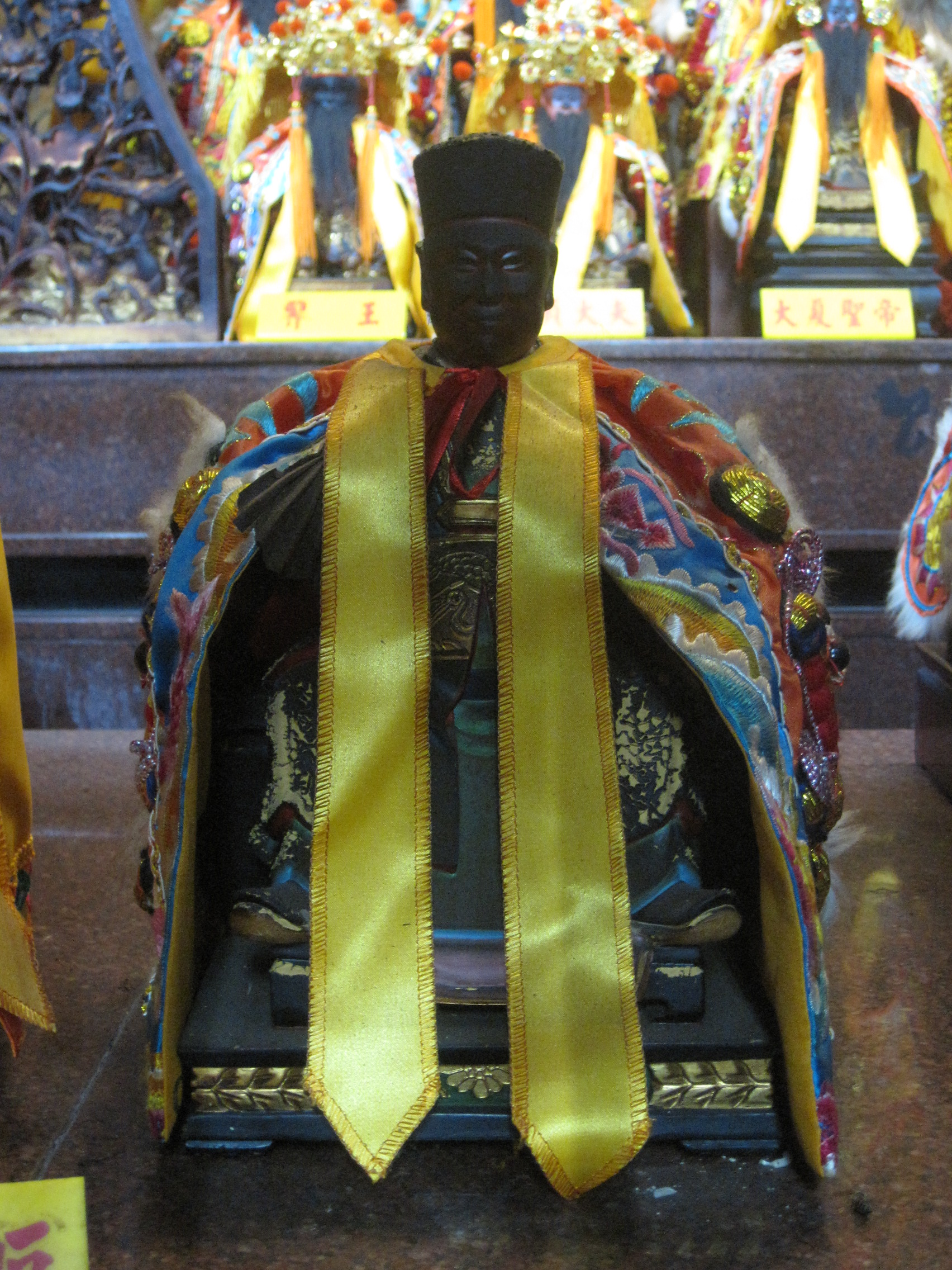
蔣元樞神像

鹽行禹帝廟的由來可追溯到明鄭時期的洲仔尾鹽場，據《永康鄉志》的記載，明鄭時期在鹽場西南邊建有茅屋，主祀西楚霸王項羽，此外也供奉三閭大夫屈原。到了清朝的時候，才增祀夏禹並奉為主神，但祭典仍以項羽為主。雍正四年（1726年）洲仔尾鹽場以新港溪（鹽水溪）為界分成洲北場與洲南場，廟宇也從茅屋改為瓦房。乾隆四十二年（1777年），在洲南場東南的禹帝廟年久失修，知府蔣元樞捐俸重建，並擴增規模。此事於《重修臺郡各建築圖說》有記錄，另外《臺南州祠廟名鑑》寫說此次工程耗費二千圓，耗時約六個月。另外當時所建的廟宇在今址西北的「舊厝地仔」，新化大地震後才在今址重建。
禹帝廟在清咸豐十一年（1861年）與日明治三十年（1897年）有重修過。民國三十五年（1946年）12月5日新化大地震，禹帝廟被震毀，次年（1947年）於南邊的「皮寮」重建，並更名「禹帝宮」。民國四十三年（1954年）1月21日夜，祀奉水神的禹帝廟遭遇火災。:177同年蔣吉池再修。
民國83年（1994年）重建，次年落成。

## 祀神

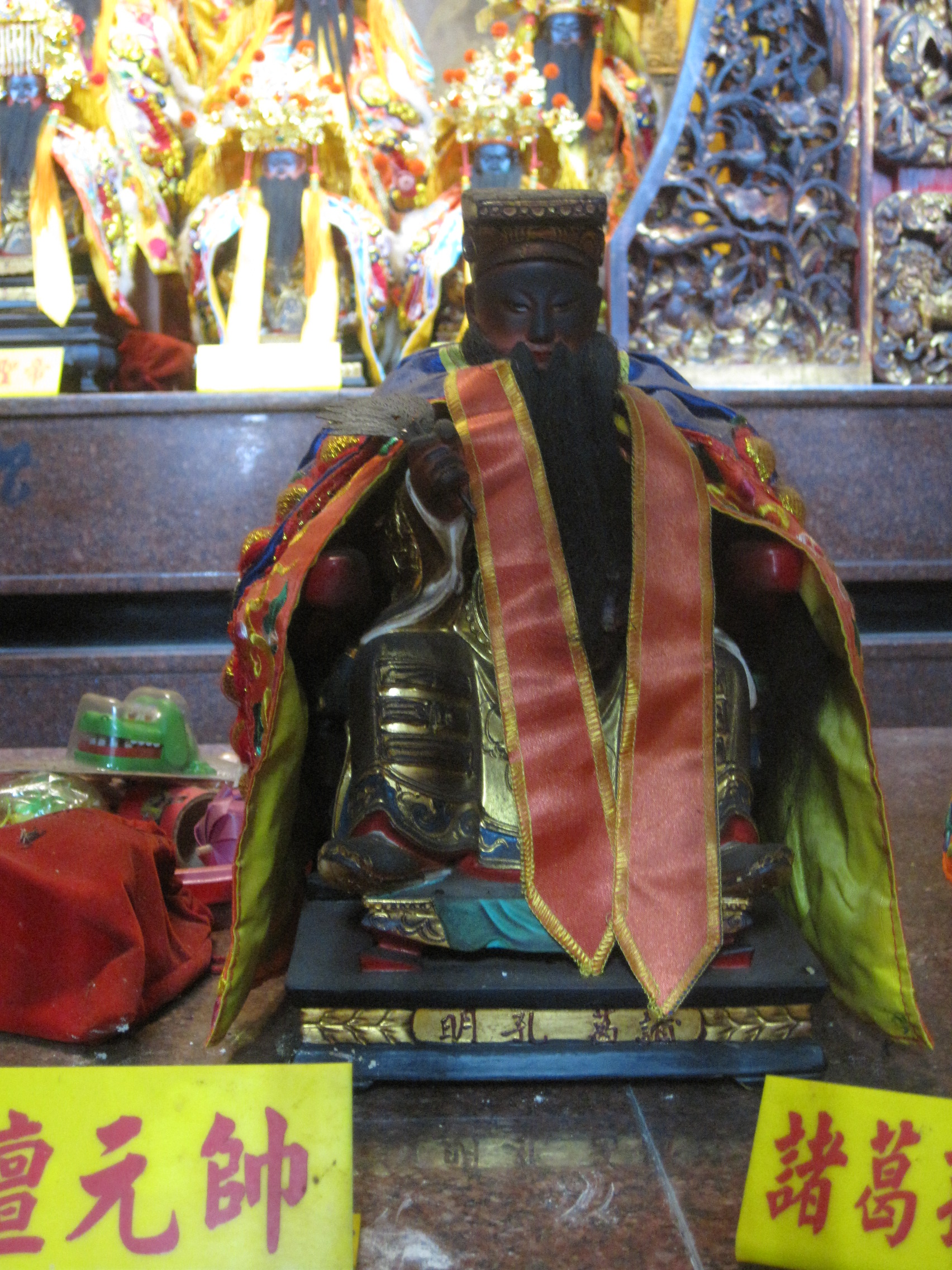
諸葛孔明神像

禹帝宮主祀大夏聖帝（大禹），以及屈原大夫、伍員大夫、楚王（項羽）、奡王（韓奡），合稱「五水仙尊王」。此外還同祀諸葛孔明、中壇元帥、福德正神、註生娘娘，後殿供奉有觀音佛祖、彌勒佛、地藏王菩薩、齊天大聖、關聖帝君與文昌帝君。此外兩側廂房則有田都元帥、趙府元帥、康府元帥等神。而為了感念蔣元樞重建禹帝廟，廟中也供奉有蔣元樞金身。
禹帝宮內供奉的諸葛孔明，原本是供奉在過去位於鹽行路80巷一帶的小廟之中。該處過去是低漥水塘，因有孔明廟，當地被稱為「孔明公窟」。又因為該地在鹽行北邊，所以也叫「北頭仔」。早年據說每逢神誕就有信徒請五棚野臺戲，俗稱「孔明公五棚鬥」。孔明廟倒塌後未重建，神像安置到禹帝宮中。

## 祭典
禹帝宮主要的祭典活動是農曆五月五日的端午祭典（紀念屈原）、六月六日項羽誕辰與十月十日大禹誕辰。而雖然禹帝宮主祀大禹，但因草創之初主祀的是項羽，因而項羽誕辰是該廟最主要的祭典活動，其次則是端午祭典。此外據說該廟的端午祭典是依循古禮進行，其流程大致是典禮開始、鳴炮、鐘鼓齊鳴、執事者各司其事、監理官就位、奉饌官就位、正獻官就位、陪獻官就位、與獻官就位、獻香、三拜九叩禮、獻饌、恭讀疏文、全體跪拜、望燎、鳴炮、禮成。
過去端午祭典的正獻官是法師擔任，後來有信徒表示似乎不適當，且經費不足，所以改由廟方主委、頭家等人擔任。另外據說早年祭典開始時，還會請南、北管奏樂，獻上六佾舞。此外由於屈原有水神性質，其祭品中有相當數量是海鮮類。

## 石碑
禹帝宮內立有重新刻製的「洲南場錮習陋規示禁碑記」，原碑是乾隆五十三年（1788年）臺灣府知府楊廷理所立的告示。原碑本來立在禹帝宮外牆邊，因為逐年風化而無法辨識文字，廟方便將原碑磨平再依文獻重刻文字上去。